# 国防服务纪念章
国防服务纪念章是中华人民共和国中央军事委员会在2022年2月公布的《军队功勋荣誉表彰条例》中规定设立的一种纪念章，授予对象是中国人民解放军文职人员。国防服务纪念章被重新划分为特级、一级、二级、三级、四级共五个等级。

## 授予原则
四级国防服务纪念章发给任职满8年不满16年的文职人员；三级国防服务纪念章发给任职满16年不满30年的文职人员；二级国防服务纪念章发给任职满30年不满40年的文职人员；一级国防服务纪念章发给任职满40年不满50年的文职人员；特级国防服务纪念章发给任职满50年的文职人员。